# Robert Maistriau
Robert Maistriau (Elsene, 13 maart 1921 – Sint-Lambrechts-Woluwe, 26 september 2008) 
was een Belgische verzetsstrijder tijdens de Tweede Wereldoorlog die best bekend is voor de aanval op het Twintigste treinkonvooi.
In 1939 schreef Maistriau zich in voor de richting geneeskunde aan de Université libre de Bruxelles, maar hij zakte voor zijn examens.
In 1942 werd Maistriau lid van de verzetsorganisatie Groupe G.
Op 19 april 1943 was hij met zijn oude schoolvrienden Youra Livchitz en Jean Franklemon verantwoordelijk voor de aanval op het Twintigste treinkonvooi waarin gedeporteerden werden vervoerd naar Duitse concentratiekampen. Door de actie konden 231 Joden ontsnappen, waarvan 115 definitief. Maistriau en de zijnen werden geïnspireerd door een krantenartikel waarin een Jodin vertelde dat ze was ontsnapt uit het 19e konvooi door uit de trein te springen.
Op 15 januari 1944 was hij betrokken bij "la grande coupure" waarbij 28 elektriciteitspylonen verspreid over België werden opgeblazen, waardoor niet alleen een groot deel van België zonder stroom viel, maar ook de Duitse oorlogsindustrie in het Ruhrgebied getroffen werd.
Maistriau werd de volgende dag gearresteerd, maar onbewaakt achtergelaten kon hij ontsnappen. Op 21 maart 1944 werd hij weerom gearresteerd en opgesloten in het Fort van Breendonk. Van daaruit werd hij op 4 mei 1944 gedeporteerd naar het concentratiekamp van Buchenwald waar hij verbleef tot hij in april 1945 getransfereerd werd naar Mittelbau-Dora en van daaruit naar Bergen-Belsen. Daar werd hij op 19 april 1945 door de Britten bevrijd. Ze lieten hem per vrachtwagen terugbrengen naar Turnhout.
Na het eind van de oorlog ging Maistriau aan de slag bij de Staatsveiligheid.
In 1949 verhuisde hij naar Feshi in Belgisch-Congo, waar hij zich bezighield met ontwikkelingshulp en een 200 ha grote plantage opzette. Tevens werd er een school gebouwd. In 1996 keerde hij terug naar België. De Congolese 'Stichting Robert Maistriau' zet zijn ontwikkelingsproject in Feshi verder.

## Onderscheidingen
- 1994: Rechtvaardige onder de Volkeren.
- 2005: doctor honoris causa aan de Université libre de Bruxelles
- 2008: ereburger van Sint-Lambrechts-Woluwe, en datzelfde jaar werd een parkje naar hem vernoemd